# Битка за Књажевац (1876)
Битка за Књажевац (2-5. августа 1876), турска победа у првом српско-турском рату.

## Позадина
После турске победе у бици код Великог Извора (6-11. јула 1876), око половине јула 1876. почела је турска офанзива на Тимоку. Борбе су почеле на положајима код Књажевца, које је бранио пуковник Ђура Хорватовић, који је до тада већ изашао на глас као један од најбољих српских трупних официра. Српска народна војска, ненавикнута на рат и војну дисциплину, могла се држати под контролом само претераном строгошћу, и пуковник Хорватовић, строг до суровости, био је управо старешина какав је био потребан да из народне војске извуче максимум могућности. Гланокомандујући српске војске, генерал Михаил Черњајев, није веровао да вреди бранити Књажевац: већ после Великог Извора мислио је да треба напустити цео Књажевачки округ, па је оставио Књажевачку војску без појачања.

### Распоред снага
Српска војска на тимочком (источном) фронту средином јула 1876. била је подељена на два дела: у Зајечару стајао је са својим корпусом (до 20.000 бораца) пуковник Милојко Лешјанин, а на Грамади између Ниша и Књажевца стајао је пуковник Ђура Хорватовић са Књажевачком војском од око 6-7.000 бораца. Спрам Лешјанина стајало је тада већ на српском земљишту 20.000 Турака под командом Осман Нури-паше из Видина, а спрам Хорватовића стајали су код Грамаде Хафис-паша са 8.000 бораца, а код Пандирала Сулејман-паша, такође са 8-9.000 људи. Ове две турске дивизије чиниле су један корпус под командом Ејуб-паше.

## Битка
Упркос турској надмоћи у броју и квалитету трупа и наоружања, Књажевачка војска се бранила код Грамаде, на Тресибаби и код Књажевца пуних 7 дана. Слабо наоружана народна војска борила се храбро и пожртвовано, коморџије и занатлијске чете уведене су у борбу, а велики број грађана, стараца и дечака ослобођених војне обавезе, добровољно је узео оружје. Последња два дана битке сасвим је нестало хране, а до краја битке петина бранилаца била је избачена из строја.

### Битка код Грамаде
29. јула ударио је на Књажевачку  војску на Грамади (6-7.000 бораца) Хафис-паша са 8.000 људи, а у исто време кренуо се и Сулејман-паша од Пандирала са још 8.000 бораца. Борба око Грамаде и Дервена трајала је три дана, и пуковник Хорватовић најпосле је био принуђен да се повуче нагло према Књажевцу, јер је српска позадина била угрожена од Сулејман-пашине дивизије.

### Бој на Тресибаби
29. јула прикупила се сва Књажевачка војска (највише 7.000 људи) на брду Тресибаби, јужно од Књажевца. Обе турске дивизије, сада под командом Ејуб-паше, који је стигао у турски логор, удариле су на српске положаје 30. јула. Жестоке борбе трајале су пуна три дана, али је 31. јула српска војска принуђена да се повуче са Тресибабе, пошто су трупе биле проређене и изморене, а пред њима је стајала бар троструко јача турска војска, којој су стално пристизала нова појачања из Ниша.

### Одбрана Књажевца
Књажевачка војска се 31. јула повукла са Тресибабе на положаје за непосредну одбрану Књажевца са делом леве колоне Моравске војске. Ејуб-пашин корпус је 2. августа напао Књажевац и након тродневне борбе, после жилавог отпора принудио српске снаге да се ноћу 4-5. августа повуку на положаје код Сокобање и Лукова.

## Последице
Пад Књажевца довео је до напуштања Зајечара, који је пао после тродневне битке, и распуштања српске Тимочке војске, чији су се остаци повукли на запад и утврдили у планинским пролазима код Сокобање и Бољевца, поставши део Моравске војске. Турци су заузели књажевачки и зајечарски округ: Књажевац су напустили после краткотрајне окупације, док је Зајечар остао у њиховим рукама до краја рата.